# Стрийковські
Стрийковські (пол. Stryjkowski) — шляхетний рід.
- Стрийковські гербу Коржбок (пол. Stryjkowski herbu Korzbog) — польський рід.
- Стрийковські гербу Леліва (пол. Stryjkowski herbu Leliwa) — польський рід із Ленчицького воєводства[1].

## Стрийковські гербу Коржбок

Коржбок

- Катерина Стрийковська (? — 1634), дружина Хоцішевського[2].
- Доротея Стийковська — дружина Петра Чарнковського, познанського підкоморія[2].

## Стрийковські гербу Леліва

Леліва

Із Ленчицького воєводства, Великопольща; зі Стрийкова (сучасний Стрикув).
- Тлук зі Стрийкова (Tluk de Stryjków) — підписав брестський мир (1436) (Łask. w Stat. f. 141.)[1]
- Петро Стрийковський — ленчиський чашник (1433), іновроцлавський каштелян (1457)(Łask. w Stat. fol. 52., fol. 65.); потрапив у полон до тевтонців під Хойницями (1457) (Cromer. lib. 23. Biel. fol. 404.)[1]
- Петро Стрийковський — краківський канонік (1578)[1]
- Петро Стрийковський — королівський підкоморій (1577) за Стефана Баторія (Paproc. Wypis o Iwoni Podkowie.)[1]
- Миколай Стрийковський — ротмістр (1471), за Казимира ІІІ (Paproc. fol. 478. N. opat Oberski.)[1]
- Владислав Стрийковський — комісар сейму (1638)[1]
- Мацей Стрийковський (1547—1586/1593) — жмудський канонік, історик[1].